# Tour de Reuze
La tour de Reuze (aussi appelée tour du Reuze) est un bâtiment résidentiel situé dans le quartier Dunkerque-Centre à Dunkerque, dans le département du Nord.
Elle a été dessinée par l'architecte belge, Jacques Depelsenaire, Prix de Rome en 1948.
La tour est située en face de la mairie et de son beffroi. Elle est le point culminant de la ville de Dunkerque du haut de ses 88 mètres (75 mètres sans les antennes) et elle est le plus haut bâtiment résidentiel du département du Nord.
La tour est observable dans beaucoup de films, séries (Baron noir, notamment) ou de reportages tournés à Dunkerque.
L'avant dernier étage de la tour, qui était monté sur une plateforme rotative (pouvant tourner à 360 degrés en 1 heure et 3 min) était censé accueillir un restaurant panoramique, mais le projet fut abandonné en raison de la panne du système de rotation. La présence d'amiante ayant également découragé d'autres projets.
Sur son toit, la tour accueille des antennes servant notamment au trading à haute fréquence, grâce à la transmission de micro-ondes à hautes fréquences via un réseau d'antennes entre la Londres et Francfort,.